# 뉴질랜드 왕립 해군
뉴질랜드 왕립 해군(Royal New Zealand Navy)은 뉴질랜드의 해군으로, 뉴질랜드 방위군의 주요 구성 요소 중 하나이다. 뉴질랜드에서 해군용 선박은 19세기 중엽 마오리가 전쟁 때 사용한 "와카 타우아"를 비롯하여 1860년대 영국 해군 및 오스트레일리아의 지원을 통해 확보한 군함, 그리고 와이카토강에 사용된 선박 등이 있었지만, 현대적인 해군의 편제와 구조를 갖춘 뉴질랜드의 해군은 1913년에 창립된 뉴질랜드 해군이었다. 이후 1921년 영국 해군 뉴질랜드 분함대로 해당 해군은 개편되었다가 1941년 10월 1일 영국 해군의 편제에서 완전히 벗어나게 되었다.
뉴질랜드 해군이 영국 해군의 지휘 없이 처음으로 작전을 한 것은 1914년 독일령 사모아 점령 때였다. 이후 뉴질랜드 왕립 해군은 1941년 창립 이래 제2차 세계 대전, 6.25 전쟁, 사바 국경 공격, 말레이시아-인도네시아 대치, 걸프 전쟁, 1999년 동티모르 위기에 참여했다. 이 외에도 소말리아 지역의 해적 소탕 작전, 솔로몬 제도 지역 지원 임무 등을 맡았다. 
2024년 현재 뉴질랜드 해군은 앤잭급 순양함 2척을 비롯하여 경비정 4척, 급유함 1척, 그리고 상륙함 1척을 보유하고 있다. 뉴질랜드 공군 제6편대가 해군 항공의 임무를 맡아 뉴질랜드 왕립 해군을 돕고 있다. 2024년 현재 뉴질랜드 왕립 해군의 총사령관은 뉴질랜드의 군주 찰스 3세를 대신한 뉴질랜드의 총독 신디 키로가 맡고 있으며 해군 참모총장은 개리 골딩이다. 뉴질랜드 해군의 본부는 데번포트 해군 기지이지만, 토피도 베이 해군 박물관 역시 뉴질랜드 왕립 해군 소유이며 웰링턴을 비롯한 뉴질랜드 북섬 곳곳에 기지를 두고 있다.